# Chrášťany, Benešov
Chrášťany là một làng thuộc huyện Benešov, vùng Středočeský, Cộng hòa Séc.